# Клаверинг
Клаверинг (дат. Clavering Ø) — крупный остров в Восточной Гренландии в заливе Гаэль Хамкес, к югу от полуострова Волластон.

## История
Он был назван второй Немецкой Северной Полярной Экспедицией 1869-70 гг. как Clavering Insel, чтобы почтить память Дугласа Чарльза Клаверинга (1794—1827), командира HMS Griper в путешествии 1823 года, который исследовал данную местность.
В конце августа 1823 года, Клаверинг и экипаж Грипера столкнулись с отрядом из двенадцати эскимосов, включающим мужчин, женщин и детей. В своем дневнике Клаверинг описал их палатку из тюленьей кожи, лодку и одежду, их гарпуны и копья с наконечниками из кости и метеоритного железа, и их внешний вид («медно-рыжая» кожа, «черные волосы и круглые лица; руки и ноги очень мясистые и сильно раздутые»). Он отметил их мастерство в разделывании шкуры тюленя, обычай окропления водой тюленя или моржа до обесшкуривания, и их изумление при демонстрации огнестрельного оружия для охоты.
Европейские посетители Северо-Восточной Гренландии до 1823 года указывали на обширное поселение инуитов в регионе, хотя они не встречали людей. Поздние экспедиции, начиная со второй Немецкой Северной Полярной Экспедиции в 1869 году, находили останки многих бывших населенных пунктов, но население, видимо, вымерло в прошедшие годы.
Кости овцебыков были найдены на этом острове, но нет живых животных, сообщил Клаверинг в 1823 году. Большое количество костей арктических зайцев предполагает, что инуиты сводились к охоте на более мелкую дичь после исчезновения овцебыков в районе. После того, как люди вымерли, овцебыки вернулись, и первая пара живых овцебыков, когда-либо завезённых в Европу, были пойманы на острове Клаверинг в 1899 году.

## География
Остров Клаверинг — это прибрежный остров, отделённый от материка узким проливом Гренландского моря. Его самая высокая точка — гора Ортлерспидс высотой 1650 м. Остров занимает площадь 1534,6 км2 (590 кв. миль); длина береговой линии — 165,4 км.
Некоторые небольшие острова расположены неподалёку, например, остров Финсч на юге и остров Джексон на юго-востоке в устье залива.

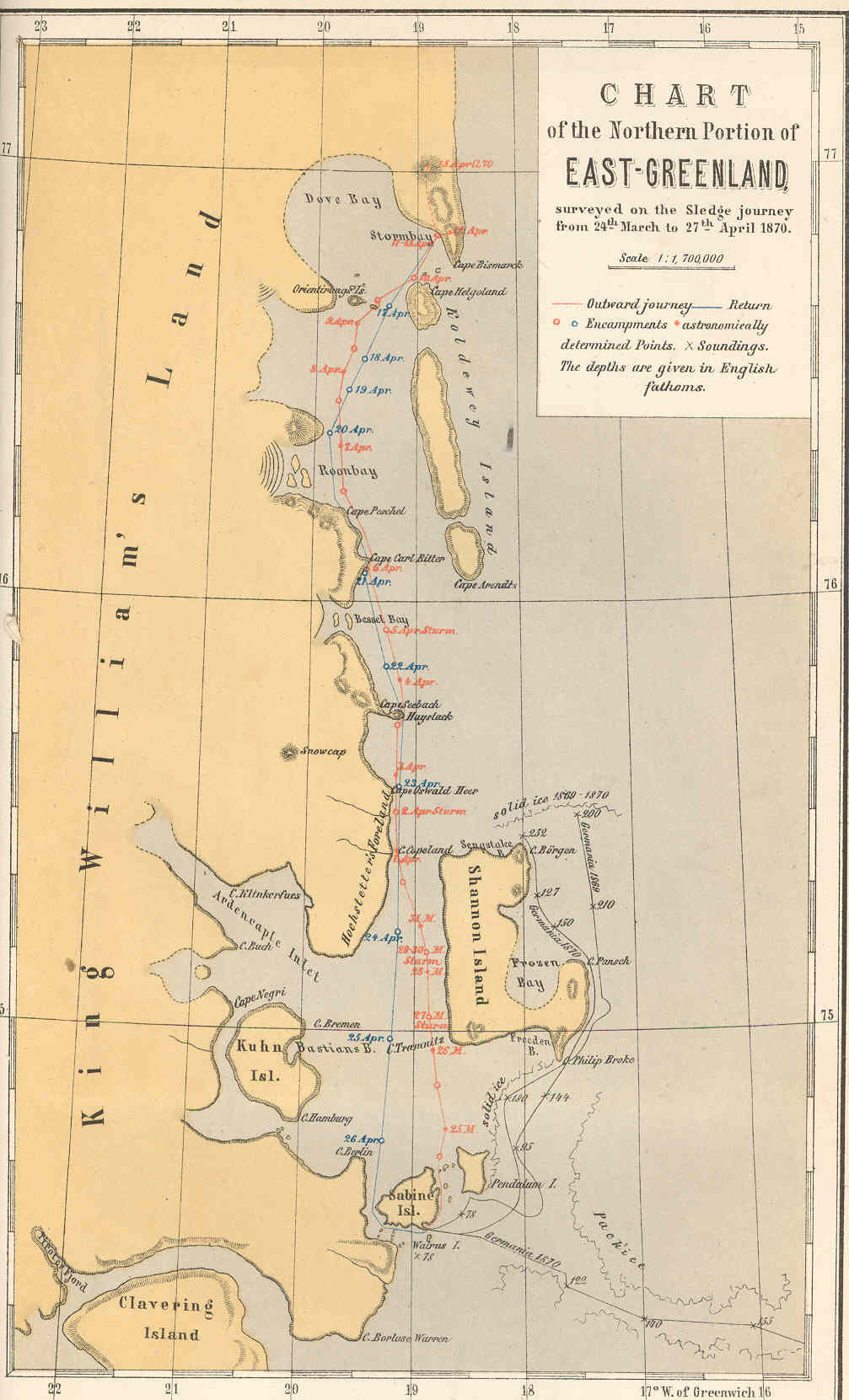
Карта 1870 года Северо-Восточной Гренландии. Остров Клаверинг расположен внизу карты.